# プロミスト・ランド (映画)
『プロミスト・ランド』（Promised Land）は、ガス・ヴァン・サント監督による2012年のアメリカ合衆国の映画。

## あらすじ
エネルギー会社のグローバル・クロスパワー・ソリューションズに勤めるスティーヴ（マット・デイモン）は、同僚のスー（フランシス・マクドーマンド）と共に、ペンシルヴェニアの田舎町へやって来た。彼らの目的は、この土地に眠る天然ガスの採掘権を買うことだ。2人は住民の家を一軒一軒まわって契約を結んでゆく。そんな中、スティーヴは小学校教師のアリス（ローズマリー・デウィット）とバーで知り合う。
スティーヴがアリスの家に泊まった翌日、体育館で住民説明会が開かれる。高校教師のフランク（ハル・ホルブルック）が水圧破砕法の問題点を指摘したことによって、住民のあいだにスティーヴとスーへの不信感が広がる。
環境保護団体の活動家を名乗るダスティン（ジョン・クラシンスキー）が、町にやって来る。ネブラスカ州の彼の故郷では、水圧破砕法によって農場が荒廃したという。ダスティンは、牛の倒れている写真が載ったプラカードを町中に貼って回り、住民たちの信頼を得る。起死回生を狙うスティーヴは、天然ガス採掘賛成派の住民たちの協力を借りて、縁日の開催を準備する。しかし、当日の大雨で縁日は中止となる。
万策尽きたかと思われたスティーヴとスーが滞在するモーテルに、グローバル社から一通の資料が届く。牛の倒れている写真の隅には、ネブラスカ州にあるはずのない灯台が見える。スティーヴに問い詰められたダスティンは、住民説明会での一件を聞いたグローバル社が社員のダスティンを町に送り込んで工作したのだと告白する。動揺するスティーヴを残して、ダスティンは町を去ってゆく。
住民投票の当日、体育館で、星条旗を背にしたスティーヴは住民たちに語りかける。住民たちは、活動家を名乗っていたダスティンがグローバル社の社員であると聞かされて驚く。体育館を出たスティーヴはスーから、会社がスティーヴの解雇を決定したと告げられる。本社へ戻るスーを見送ったスティーヴは、アリスの家へ向かう。

## キャスト
※括弧内は日本語吹替
- スティーヴ・バトラー - マット・デイモン（内田夕夜）
- ダスティン・ノーブル - ジョン・クラシンスキー（櫻井トオル）
- スー・トマソン - フランシス・マクドーマンド（唐沢潤）
- アリス - ローズマリー・デウィット（高橋理恵子）
- ジェフ・デノン - スクート・マクネイリー
- ロブ - タイタス・ウェリヴァー
- デヴィッド・チャーチル - テリー・キニー
- フランク・イェーツ - ハル・ホルブルック（稲垣隆史）

## 評価
第63回ベルリン国際映画祭にてスペシャル・メンションを受賞した。